# 内閣委員会

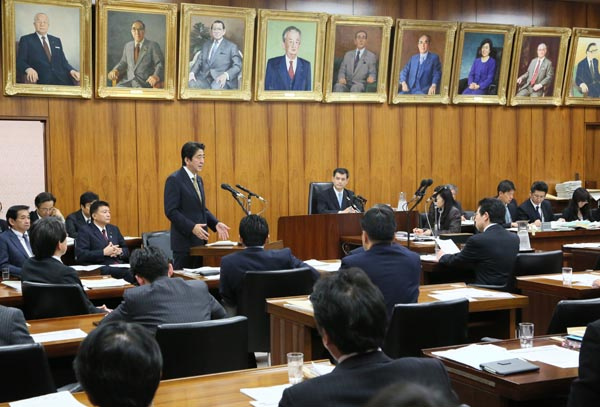
2013年11月、衆議院内閣委員会にて

内閣委員会（ないかくいいんかい）は、日本の衆議院・参議院における常任委員会の一つ。国会法第41条2項1号及び同条3項1号に規定される。

## 概要
内閣委員会は、衆議院・参議院にそれぞれ置かれる常任委員会である。内閣委員会が国会に最初に置かれたのは、第3回国会（1948年（昭和23年）10月11日召集）である。同国会の召集当日に国会法が改正され、常任委員会の一つとなった。なお、この改正以来、条文中で常任委員会の筆頭にあげられていることから、常任委員会について箇条書きにする際には内閣委員会が最初に記されることが多い。

衆参の内閣委員会はそれぞれの議院規則により所管が定められており、内閣、内閣府、宮内庁、国家公安委員会所管の事項のうち他の常任委員会の所管事項を除くものを対象とする（衆議院規則92条1号、参議院規則74条1号）。具体的には、皇室、栄典、経済財政諮問会議、総合科学技術・イノベーション会議、構造改革・規制改革、男女共同参画、共生社会、少子化対策、防災・危機管理、警察、公務員制度改革、消費者行政、食の安全、食育、個人情報保護、NPO、原子力政策、戦後処理、新型コロナウイルス対策などである。ただし、これらの場合においても議長の諮問によると判断された時には議院運営委員会に付託されることがごく稀にある。2017年（平成29年）5月19日に政府から提出された退位特例法案は、衆議院議長大島理森が議院運営委員会に付託する措置を取り、6月1日に審議が行われた。
委員会の委員は、議院において選任される（国会法42条1項）。委員の選任は、すべて議長の指名によって行われる（衆議院規則37条、参議院規則30条1項）。実際には、各院の議院運営委員会において、各会派の議席数に応じて各委員会の委員の員数も配分され、個別の人事は配分された員数の範囲内で各会派によって行われる。
委員長は、委員の互選（国会法第25条）もしくは議長において指名（衆議院規則第15条第1項、参議院規則16条2項）で選任されると定められているが、後者の場合がほとんどである。この場合、事前に各会派間で協議された常任委員長各会派割当てと会派申出の候補者に基づいておこなわれる。なお、委員長に事故があった場合は理事が職務を行うことになっている（衆議院規則第38条第2項、参議院規則31条3項）。
理事の選任は委員の互選（衆議院規則第38条第2項、参議院規則32条2項）となっているが、第1回国会以来すべて委員長の指名により行われている。理事の員数および各会派割当ては議院運営委員会で決定した基準により、選挙など会派の構成が大きく変わった際に見直される。

## 衆議院
- 衆議院における委員の選任は、総選挙後初めて召集される会期の始めに行われる（国会法第42条および衆議院委員会先例集9号）か、国会法または衆議院規則の改正により必要となったとき（衆議院委員会先例集10号）のみであり、その他の場合は異動とみなし、委員の辞任と補欠選任で対処することになっている。
- 多くの会派は、総選挙後の国会と毎年秋に召集される臨時国会の冒頭で各委員の構成を見直すことを例としていることから、実際に委員の構成が大きく変わるのはその際である。
- 衆議院における内閣委員数の変遷は、第3回国会より第5回国会までが25人、第6回国会より第7回国会までが20人、第8回国会より第21回国会までが25人、第23回国会より現在までが30人である。
- 委員の会派割当数は所属議員の比率により議院運営委員会において決定される（国会法第46条および衆議院委員会先例集12号）。

### 組織
衆議院内閣委員会の員数は40人である（衆議院規則92条）。
衆議院内閣委員会の組織
2025年（令和7年）5月15日現在
- 委員長：大岡敏孝（自由民主党・無所属の会）
- 理事
  - 自由民主党・無所属の会：黄川田仁志、國場幸之助、西銘恒三郎
  - 立憲民主党・無所属：今井雅人、本庄知史、山岸一生
  - 日本維新の会：市村浩一郎
  - 国民民主党・無所属クラブ：田中健
- 委員
  - 自由民主党・無所属の会：石原宏高、井野俊郎、江渡聡徳、尾崎正直、岸信千世、栗原渉、田中良生、西野太亮、平井卓也、平沼正二郎、宮下一郎、山際大志郎、山口壯
  - 立憲民主党・無所属：市来伴子、梅谷守、おおたけりえ、下野幸助、橋本慧悟、藤岡たかお、馬淵澄夫、水沼秀幸、山登志浩
  - 日本維新の会：伊東信久、三木圭恵
  - 国民民主党・無所属クラブ：石井智恵、菊池大二郎
  - 公明党：河西宏一、山崎正恭
  - れいわ新選組：上村英明
  - 日本共産党：塩川鉄也
  - 有志の会：緒方林太郎

### 所管事項
衆議院内閣委員会の所管事項は次の通り（衆議院規則92条）。
1. 内閣の所管に属する事項（国家安全保障会議の所管に属する事項を除く。)
2. 宮内庁の所管に属する事項
3. 公安委員会（国家公安委員会）の所管に属する事項
4. 他の常任委員会の所管に属さない内閣府の所管に属する事項

国政調査案件
1. 内閣の重要政策に関する事項
2. 栄典及び公式制度に関する事項
3. 男女共同参画社会の形成の促進に関する事項
4. 国民生活の安定及び向上に関する事項
5. 警察に関する事項

## 参議院

### 組織
参議院内閣委員会の員数は20人である（参議院規則74条）。委員長1名、理事数名が選出または指名される（参議院規則第16条及び31条）。
参議院内閣委員会の組織
2025年（令和7年）8月1日現在
- 内閣委員長：小野田紀美（自由民主党）
- 委員
  - 自由民主党：青木一彦、磯崎仁彦、今井絵理子、いんどう周作、酒井庸行、友納理緒、山谷えり子、山本啓介
  - 立憲民主・社民・無所属：石垣のりこ、泉房穂、石川大我、鬼木誠、木戸口英司
  - 国民民主党・新緑風会：足立康史、竹詰仁
  - 公明党：竹谷とし子、原田大二郎
  - 日本維新の会：片山大介、柴田巧
  - 参政党：大津力
  - 日本共産党：大門実紀史
  - れいわ新選組：伊勢崎賢治

### 所管事項
参議院内閣委員会の所管事項は以下の通り（参議院規則74条）。
1. 内閣及び内閣府の所管に属する事項（総務委員会、外交防衛委員会、財政金融委員会及び経済産業委員会の所管に属する事項を除く。）
2. 宮内庁の所管に属する事項
3. 国家公安委員会の所管に属する事項

国政調査案件
1. 内閣の重要政策及び警察等に関する事項

## 所管国務大臣
委員会が審査又は調査を行うときは、政府に対する委員の質疑は、国務大臣又は内閣官房副長官、副大臣若しくは大臣政務官に対して行う（衆議院規則45条の2、参議院規則42条の2）。どの国務大臣等に対して出席を求めるかは、各議院の委員会において、委員長及び理事の協議で決定される。内閣委員会において出席を求められる主な国務大臣等は、以下の通り。
- 内閣官房長官
  - 林芳正（自由民主党、以下特記なき限り同党所属）
- 国家公安委員会委員長
  - 坂井学（同党）
- 内閣府特命担当大臣

- 以上の国務大臣の下に置かれる内閣官房副長官、副大臣、大臣政務官など。